# Brian Johns (nadador)
Brian Lawrence Johns (Regina, 5 de agosto de 1982) es un deportista canadiense que compitió en natación.
Ganó una medalla de bronce en el Campeonato Mundial de Natación de 2007 y dos medallas en el Campeonato Mundial de Natación en Piscina Corta, plata en 2002 y bronce en 1999.
Participó en tres Juegos Olímpicos de Verano, ocupando el séptimo lugar en Sídney 2000, el quinto en Atenas 2004 y el quinto en Pekín 2008, en la prueba de 4 × 200 m libre.

## Palmarés internacional
| Campeonato Mundial                  | Campeonato Mundial    | Campeonato Mundial | Campeonato Mundial |
| Año                                 | Lugar                 | Medalla            | Prueba             |
| ----------------------------------- | --------------------- | ------------------ | ------------------ |
| 2007                                | Melbourne (Australia) | Medalla de bronce  | 4 × 200 m libre    |
| Campeonato Mundial en Piscina Corta |                       |                    |                    |
| Año                                 | Lugar                 | Medalla            | Prueba             |
| 1999                                | Hong Kong (China)     | Medalla de bronce  | 4 × 200 m libre    |
| 2002                                | Moscú (Rusia)         | Medalla de plata   | 400 m estilos      |